# Qwirkle
Qwirkle è un gioco da tavolo in stile tedesco per 2-4 giocatori ideato da Susan McKinley Ross e pubblicato dalla MindWare. Nel 2011 ha vinto lo Spiel des Jahres. Nel 2009 la Mindware ha pubblicato il seguito Qwirkle Cubes È distribuito in Canada dalla Outset Media

## Componenti
I componenti del gioco sono 108 tessere di legno, ognuno dipinto con una di sei forme (quadrato, stella a quattro punte, croce, cerchio, stella a otto punte e rombo) e in sei colori (verde, giallo, rosso, blu, verde e arancione. La confezione comprende un manuale di regole e un sacchetto in cui custodire le tessere.

## Gioco
Si prepara il gioco piazzando tutte le tessere a faccia verso il basso sulla tavola e mischiandole casualmente. Ogni giocatore pesca sei tessere.
Nel suo turno un giocatore può:
- piazzare una o più tessere sul tavolo
- saltare il turno per scambiare una o più tessere che ha in mano con altre pescate a caso

In generale ogni tessera piazzata su una fila deve condividere almeno un attributo (forma o colore)con le tessere della fila, sebbene non debbano necessariamente toccarsi.
I giocatori guadagnano un punto per ogni tessera piazzata sulla tavola, inoltre ogni volta che completano un quirkle (cioè una serie di sei tessere dello stesso colore ma di tutte le forme possibili o di sei tessere della stessa forma ma di tutti i possibili colori) ottengono un bonus di sei punti.
Al termine del turno il giocatore pesca abbastanza tessere da averne di nuovo sei in mano. Il gioco termina quando non ci sono più tessere da pescare e una persona ha usato tutte le sue tessere disponibili. Il giocatore che ha usato tutte le sue tessere ottiene sei punti extra.

## Riconoscimenti
- 2011 Spiel des Jahres[2]
- Parent's Choice Gold Award[3]
- Mensa Select[4]